# Florence Cestac
Florence Cestac (Pont-Audemer, 18 de julio de 1949) es una historietista y editora francesa. A lo largo de su trayectoria ha destacado por haber fundado el sello editorial Futuropolis y por su obra de estilo humorístico, con series como Harry Mickson y Les Déblok. Considerada una de las autoras más importantes de la historieta francesa, en el 2000 se convirtió en la primera mujer galardonada con el Gran Premio de la Ciudad de Angulema.

## Biografía
Nacida en Pont-Audemer, es licenciada en Bellas Artes por la Escuela Superior de Le Havre-Ruan en 1968 y completó su formación en la Escuela Nacional Superior de las Artes Decorativas. Antes de dedicarse a la ilustración fue maquetadora en las revistas de la editorial Filipacchi.
En 1972 unió fuerzas con su pareja Étienne Robial para comprar la librería parisina Futuropolis, transformada en 1974 en una editorial de historieta. Durante más de veinte años Futuropolis se ganó el reconocimiento de la industria francesa por su dedicación a géneros alternativos y a las reediciones de obras pioneras de la historieta franco-belga. La autora se mantuvo al frente hasta su venta en 1994 a Éditions Gallimard. Cestac ha recogido su experiencia en una novela gráfica, La verdadera historia de Futuropolis, publicada por Dargaud en 2007 y en español por Dolmen Editorial.
Al mismo tiempo que trabajaba en la editorial, hizo numerosas publicaciones de historieta en revistas como Charlie Mensuel, L'Écho des Savanes, Métal hurlant y Pilote entre otras. Dentro de la tradición de la línea clara, asumió un estilo de dibujo humorístico. Su primera obra de éxito fue Harry Mickson, una parodia del género de detectives que se convirtió en la mascota de Futuropolis, con siete álbumes publicados entre 1979 y 1988. Tras la venta de la editorial se dedicó por completo al cómic. Por un lado tuvo destacados trabajos para el público infantil como la serie Les Déblok en Le journal de Mickey (con guion de Nathalie Roques) o Les Ados: Laura et Ludo en el suplemento juvenil de Le Monde. Además se ocupó de una línea para adultos, Cestac pour les grands, de la que han salido obras como Le Démon de midi (1996), adaptada al cine.
En el 2000 se convirtió en la primera mujer galardonada con el Gran Premio de la Ciudad de Angulema, la mayor distinción del Festival de Angulema, y durante diecinueve años fue la única hasta la distinción de Rumiko Takahashi. En 2017 fue condecorada con la Orden de las Artes y las Letras, otorgada por el Ministerio de Cultura de Francia.

## Premios

### Historieta
- Premio Alph-Art Humour al «mejor álbum humorístico francófono» en Angulema por Harry Mickson, tome 5: Les Vieux Copains pleins de pépins (1989)
- Premio Alph-Art Humour al «mejor álbum humorístico francófono» en Angulema por Le Démon de midi (1997)
- Gran Premio de la Ciudad de Angulema (2000)
- Gran Premio San Miguel (2014)

### Condecoraciones
- Comendadora de la Orden de las Artes y las Letras (2017)